# Веселова, Наталья Васильевна
Ната́лья Васи́льевна Весело́ва (укр. Наталія Василівна Веселова; род. 27 августа 1975, Славянск, Донецкая область) — народный депутат Верховной рады Украины VIII созыва. Член политической партии «Сила Людей», которая с ноября 2018 член альянса либералов и демократов Европы — ALDE.
Секретарь Комитета Верховной Рады Украины по вопросам социальной политики, занятости и пенсионного обеспечения. Соавтор законопроекта № 6677 от 10 июля 2017 о введении на Украине накопительной системы общеобязательного государственного пенсионного страхования (обязательные накопления граждан на собственную пенсию на индивидуальных счетах).
Активный участник проукраинских движений в Донецке. Военный волонтер и соучредитель батальона «Донбасс». Один из основателей и до избрания народным депутатом директор благотворительной организации «Благотворительный фонд помощи батальона» Донбасс "". В 2015 году помогала официально перевести батальон в ряды Вооруженных Сил Украины. Так был создан 46-й отдельный батальон специального назначения «Донбасс-Украина». Командиром стал полковник Власенко Вячеслав Викторович.
Баллотировалась в парламент по списку от партии «Самопомощь» как военный волонтер.«Самопомощь» исключила из своих рядов депутата в связи с разногласиями по вопросу целесообразности блокады оккупированных районов Донбасса и за поддержку внесенного Президентом Украины закона о реинтеграции Донбасса (Закон об особенностях государственной политики по обеспечению государственного суверенитета Украины над временно оккупированными территориями в Донецкой и Луганской областях).
Наталья Веселова с 2014 года настаивает на необходимости реинтеграции Донбасса, выступает против любых инициатив «отрезать» или «оставить» Донбасс, против приостановления выплат внутренне перемещенным лицам и гражданам Украины, которые проживают на оккупированных территориях. Депутат открыто выступила с критикой блокады частей Донецкой и Луганской областей, поскольку это не способствует сохранению ментальных и экономических связей между украинцами и приводит к изоляции части украинской территории.
В ноябре 2018 голосовала за закон о стратегическом курсе государства на приобретение полноправного членства Украины в Европейском Союзе и в Организации Североатлантического договора, а также за закон об утверждении указа о введении военного положения на Украине.
Соавтор законопроекта № 6240 от 27 марта 2017, которым предлагает обеспечить право голоса внутренне перемещенным лицам и так называемым «внутренним трудовым мигрантам» на местных выборах, дать право голосовать за депутатов-мажоритарщиков, в целом улучшить доступ граждан Украины к голосованию на парламентских и президентских выборах.
Выступила за новый проект Избирательного кодекса Украины № 3112-1 от 2 октября 2015, предусматривающий отмену мажоритарной избирательной системы и проведение парламентских выборов по пропорциональной системе с открытыми региональными списками. Принимала участие в акциях протеста под парламентом, объединяющих партию «Сила людей», общественное Движение ЧЕСТНО, «Автомайдан», ВО «Свобода», ВО «Батькивщина», партию «Самопомощь», «ДемАльянс», «Народный контроль», «Национальный корпус», «Громадянську позицію», «Хвилю», «Европейскую партию Украины», Рух «Визволення».
В октябре 2018 вместе с партийцами «Силы людей» поддержала акцию «Ночь на Банковой». Это был митинг в Киеве на перекрестке улиц Банковая и Институтская, возле Администрации Президента Украины, с требованием к властям не игнорировать многочисленные нападения на общественных активистов. Депутат также направила запросы в Генпрокуратуру, СБУ и СНБО с требованием вынести проблему избиения и убийств активистов на самый высокий уровень в стране, и рассматривать системность нападений как угрозу национальной безопасности. Важно, что один из случаев покушения на жизнь был совершен против главы «Силы людей» в Одессе — Олега Михайлика, также к этому моменту уже совершены нападения на одного из лидеров «Силы Людей» в Тернополе Игоря Турского, избит депутат в Знаменской городском совете Олег Рубан; в Кривом Роге жестоко избит заместитель председателя Центральной контрольно-ревизионной комиссии «Силы Людей» Сергей Мокряков. Виновные не выявлены и не наказаны.
Наталья Веселова поддержала движение «Авто Евро Сила» и выступила за снижение акцизов на растаможку автомобилей на еврономерах.
С 2015 года добивалась создания Министерства по вопросам временно оккупированных территорий и внутренне перемещенных лиц Украины. Сегодня постоянно требует от чиновников новосозданного ведомства, а также от Министерства социальной политики Украины активных действий в защиту внутренне перемещенных лиц. Наталья Веселова была одной из соавторов проекта постановления о признании неудовлетворительной работы Министерства соцполитики и отставку Андрея Ревы с должности министра. В сентябре 2018 проект постановления также поддержал Комитет Верховной Рады Украины по вопросам социальной политики, занятости и пенсионного обеспечения.
Наталья Веселова поддерживала активистов и требовала от правительства устранить бюрократические препоны для запуска программы «Доступное жилье» для участников боевых действий и внутренне перемещенных лиц. Изменения в нормативно-правовые акты были внесены в конце 2017 года. Программа в настоящее время действует и предусматривает возможность приобретения квартиры на условиях 50 процентов платит человек, а 50 процентов государство, или получение льготных долгосрочных кредитов под 7 % годовых. В 2017 году удалось добиться выделения 30 млн гривен на эту программу. На 2018 год в бюджете было заложено 100 млн гривен. На 2019 заложено еще 100 млн гривен. При этом Наталья Веселова совместно с Министерством регионального развития, строительства и жилищно-коммунального хозяйства Украины подавали в Кабмин и бюджетный комитет Верховной Рады предложения на выделение 1 млрд гривен на жилье для 1700 — 3000 семей.
Наталья Веселова регулярно посещает серую зону, линию разграничения и контролирует деятельность КПВВ. Она неоднократно обращала внимание на необходимость создания нормальных условий для граждан в пропускных пунктах, подавала соответствующие предложения в Кабмин и ВРУ.
Выступает за соблюдение Минских соглашений, необходимость политико-дипломатического пути урегулирования вооруженного конфликта на востоке Украины, при этом отстаивает необходимость развития оборонного потенциала Украины.

## Знаки отличия
- Медаль «За жертвенность и любовь к Украине» — награда Украинской православной церкви Киевского патриархата;
- Нагрудный знак «Знак почета» Министерства обороны Украины;
- Почетный нагрудный знак «Гордость Батальона Донбасс»;
- Памятный знак «За честь и славу» II степени Управления государственной охраны Украины;
- Награда волонтеров 46-го отдельного батальона специального назначения «Донбасс-Украина». Соучредителем благотворительной организации «Благотворительный фонд помощи батальона „Донбас“» является Наталья Веселова. Фонд третий год подряд занимает первое место в номинации «Благотворительные организации с объемом расходов до 1 млн гривен — расходы в сфере помощи армии» в Национальном рейтинге благотворителей;
- Почетная благодарность 46 ОБСпН «Донбасс-Украина» за весомый личный вклад в дело укрепления обороноспособности государства, и за помощь в защите Украины;
- Почетная грамота Союза армян Украины за весомый личный вклад в развитие армяно-украинских отношений;
- Благодарность как почетному спикеру Школы помощника народного депутата;
- Благодарность как почетному лектору Киевской Академии Политических Перспектив;
- Благодарность за партнерское участие в талант-шоу «Война не заберет твою мечту» от Ассоциации творческих людей Time of change.

## Биография
В 1997 году окончила Славянский государственный педагогический институт. Во время учёбы в 1996 году работала учителем начальных классов, в 1997 году — учителем украинского языка и литературы в старших классах в общеобразовательной школе I—III степеней Славянска.
После окончания института в 1997—2000 годах работала в Славянском районном управлении социальной защиты населения на должности специалиста по назначению пенсий. В 2000 году в связи с реорганизацией управления перешла в Славянское районное управление труда и социальной защиты населения в качестве специалиста I категории отдела по вопросам обслуживания инвалидов войны и труда. В 2004 году была назначена на должность специалиста I категории отдела пенсионного обеспечения в управлении пенсионного фонда Украины в Пролетарском районе Донецка.
В июне 2014 по согласованию и инициативе командира батальона специального назначения «Донбас» Национальной гвардии Украины Семёна Семенченко основала «Благотворительный фонд помощи батальона „Донбас“».
25 декабря 2018 года включена в санкционный список России.

### Сведения о трудовой деятельности
Во время учебы в 1996 году работала учителем начальных классов, а в 1997 году учителем украинского языка и литературы в старших классах в общеобразовательных образовательной школе I—III ступеней г. Славянска.
После окончания высшего учебного заведения с 1997 по 2000 работала в Славянском районном управлении социальной защиты населения в должности специалиста по назначению пенсий. С 2000 года в связи с реорганизацией управления, перешла в Славянское районное управление труда и социальной защиты населения в качестве специалиста I категории отдела по вопросам обслуживания инвалидов войны и труда. С 2004 года была назначена на должность специалиста I категории отдела пенсионного обеспечения в управлении Пенсионного фонда Украины в Пролетарском районе г.. Донецк. С августа 2005 по май 2014 продолжила свой трудовой стаж в должности главного государственного социального инспектора управления труда и социальной защиты населения Пролетарского районного в г. Донецке совета. 30.05.2014 была освобождена от должности по соглашению сторон.

### Политическая и общественная деятельность
Секретарь Комитета, председатель подкомитета по вопросам государственных социальных гарантий, обеспечения достаточного жизненного уровня Комитета Верховной Рады Украины по вопросам социальной политики, занятости и пенсионного обеспечения
Заместитель члена Постоянной делегации Верховной Рады Украины в Парламентской ассамблее ЕС — Восточные соседи (ПА Евронест)
Член группы по межпарламентским связям с Швейцарской Конфедерацией
Член группы по межпарламентским связям с Канадой
Член группы по межпарламентским связям с Федеративной Республикой Германия
Член группы по межпарламентским связям с Китайской Народной Республикой
Член группы по межпарламентским связям с Иорданским Хашимитским Королевством
Член группы по межпарламентским связям с Государством Катар
Член группы по межпарламентским связям с Соединенными Штатами Америки
Общественная работа (в том числе на выборных должностях):
С июля 2013 стала членом вего «МАМА-86», принимала активное участие в общественном движении за экологическую защиту окружающей среды на Украине. В июне 2014 по согласованию и инициативе командира батальона специального назначения «Донбасс» Национальной гвардии Украины Семена Семенченко основала Благотворительная организация «Благотворительный фонд помощи батальона» Донбасс и выполняет обязанности директора Фонда на общественных началах по настоящее время. На выборные должности не избиралась.